# 蓮華色比丘尼
蓮華色比丘尼（れんげしき・びくに、名前については後述）は、仏教における釈迦仏の女性の弟子である。比丘尼とは女性の僧侶のこと。比丘尼における神通第一の弟子。諸経論律には多く同名の人が登場するが、それぞれ来歴出身などに差異がある。

## 名前・名称
- サンスクリット語：Utpalavarnnā
- パーリ語：Uppalavannā
- 音写：優鉢羅色、優鉢羅華、優鉢華色、鬱鉢華など
- 音略：優波羅
- 他の漢訳名（意訳含む）：青蓮華、蓮花色、蓮華鮮、華色、花色、専華色など

彼女の名称は、多くの場合パーリ語に基づいてウッパラヴァンナーと表記されることが多い。なお、ウッパラとは蓮華のことで、ヴァンナーとは色のことである。したがって蓮華色と漢訳され、これが通名となっている。

## 来歴・出身
上記のように彼女の出身には多くの異説がある。
1. 法句経によると、コーサラ国のサーヴァッティー（舎衛城）の長者の娘。幼くして青蓮華の如く美しく、ウッパラヴァンナー（青蓮華）と呼ばれた。年頃になると、国中の王や長者の子息達が求婚してきたので、彼女の父親の勧めで仏弟子となったという。後に間もなく開悟（かいご）し阿羅漢となり、神通力を得た。また後に舎衛城郊外の南にあるアンダヴァナ（闇林、暗い林）に住すようになったある日、彼女に恋慕していた従兄のアーナンダー（仏弟子の阿難とは別人）が、彼女の留守中に忍び込み、帰ってきたところを凌辱された。彼はそのすぐ後に表へ逃げ出したが大地が裂け阿鼻地獄に堕したという。彼女は皆にその一部始終を話したが、釈迦仏は「証果を得た者は快楽に染まらず」といわれたと伝えている。
2. 四分律、長老尼の詩（テリーガータ）等によれば、優禅那邑（ウッジェーニー、欝禅とも書く）国の人に嫁して一女を産んだが、夫が密かに母親と通じたるを知り、生んだ娘が8歳の時に、一人家出した。そして疲れ果てて波羅奈（パラナシー）国に至り、ちょうど妻を亡くした長者と出会いその妻となった。その8年後、長者がウッジェーニーへ赴き、若い女を妾とし連れ戻るや、彼女はこの少女を愛し、少女も彼女を母のように慕い共に暮らした。しかして後に彼女の素生を聞くと、それが以前残してきた実の娘である事を知り、自ら自責の念にかられ、またもや母娘で夫を共にした因縁を悲しみ、再び長者の家を出た。後にラージャグリハ（王舎城）の竹林精舎に至り、出家し比丘尼となったと伝えられる。
3. 上項2の説に関連する説もある。長者の家を出てヴェーサリー（毘舎離）国城に奔り、婬女の群れに身を投じてその筆頭になった。後に王舎城に移り、目連の教下を受け、摩訶波闍波提に就いて出家したといわれる（出典不明）。

この他、経律異相32では、釈迦仏が神通で婦人に化けて蓮華色を教下し得悟したこと、毘奈耶破僧事32では、かつて王舎城中で一婬女であったが、目連によって出家して闇林で修行し開悟したが、彼女の昔の姿を知るバラモン僧が尋ねてきて、彼女が神通力で両眼を抉り出し与えようとすると、拳で頭を打たれたといわれる。また彌沙塞律（五分律）では、バラモンが蓮華色を犯して地獄に堕ちたともいわれる。

## 出家以降の説話
蓮華色が舎衛城にいた頃、街に出て行乞（ぎょうこつ）し、食を得たが、これを比丘衆に与え自らは飢餓の為に路上に倒れた事があり、また闇林で修行中に盗賊の首領が私に仏教に心寄せて、また彼女の神通に感じ入ったので、猪の肉を枝に懸けて去った。彼女はこれを比丘衆に与え、これを包んでいた布を収めて衣としていたが、一人の比丘の要請でこれも与え、その比丘が着していた弊衣（破れた衣）を自ら着た。これを知った釈迦仏は、親里に非ざる比丘尼より比丘に飲食を頒つ事を得ず、また同じく衣を与える事を得ず、と制定し給うた。
彼女は出家して間もなく、布薩堂（毎月、定めた日に僧が集まり反省する堂）の当番で、掃除の後に燈明を灯した。その灯火を見つめるうち、深く瞑想に入り、ついに解脱し阿羅漢となり、同時に神通力も得たといわれる。
大智度論では、在家の女性たちに出家を勧めるも、「破戒して地獄に落ちるのは嫌です」と言われたが、彼女は「地獄に落ちるなら落ちればいい」と答え、自身の過去世で、戯女となって戯れに尼の衣を着した因縁により、迦葉仏が出世した時に比丘尼となったが、貴姓端正なるに驕慢心を生じ、破戒し地獄に堕した。しかし地獄で罪を受け終えた後、前世で出家した因縁により、この世で釈迦仏に値偶（ちぐう）し出家して六神通ある阿羅漢果を得た、と説いた。また釈迦仏が忉利天（とうりてん）に赴き、亡き母である摩訶摩耶のために説法し、三ヵ月後に中インドのサンカッサという所へ下った。その時に、蓮華色は神通を以って転輪聖王（てんりんじょうおう）に化けて迎え礼した、とも説かれている。
また多くの大乗仏典などでは、提婆達多が逆心を起し仏を殺さんとして、これを彼女が呵責したので、堤婆達多が怒って彼女を強殺し眼球が潰れて、ついに命終したと伝えられている。